# Alberto Ongarato
Alberto Ongarato (né le 24 juillet 1975 à Padoue, en Vénétie) est un coureur cycliste italien.

## Biographie
Alberto Ongarato débute chez les professionnels en 1998 chez Ballan, il a couru pour LPR Brakes qu'il a rejoint en 2009, afin d'apporter son soutien à son leader Alessandro Petacchi pour lequel il roule de 2005 à 2009.
En 2010, il rejoint Vacansoleil. Il compte cinq victoires au cours de sa carrière.

## Palmarès

### Palmarès amateur
- 1995
  - Gran Premio di Custoza
- 1996
  - 3e de Vicence-Bionde
- 1997
  - Trophée Adolfo Leoni
  - 3e du Gran Premio Palio del Recioto

### Palmarès professionnel
- 1998
  - 4e étape du Tour des Abruzzes
- 2002
  - 1re étape de la Clásica de Alcobendas
  - 3e du Giro Riviera Ligure Ponente
- 2003
  - 4e de Gand-Wevelgem
- 2004
  - 9e étape du Tour du Portugal
- 2005
  - 2e étape du Tour de Luxembourg
  - 5e étape du Tour de la Région wallonne
  - 5e de Paris-Tours
- 2010
  - Tour de Drenthe

## Résultats sur les grands tours

### Tour de France
1 participation
- 2007 : abandon sur chute (12e étape)

### Tour d'Italie
9 participations
- 2000 : 90e
- 2001 : 115e
- 2003 : abandon
- 2004 : 109e
- 2005 : 99e
- 2006 : 130e
- 2007 : abandon (10e étape)
- 2008 : 130e
- 2011 : 145e

### Tour d'Espagne
4 participations
- 2004 : abandon (17e étape)
- 2005 : 78e
- 2006 : 131e
- 2007 : 136e

## Classements mondiaux
| Année              | 2005 | 2006 | 2007 | 2008 | 2009 | 2010 |
| ------------------ | ---- | ---- | ---- | ---- | ---- | ---- |
| Classement ProTour | 104e |      |      |      |      |      |
| UCI Europe Tour    |      |      |      |      | 611e | 181e |